# Morte de James Scurlock
James Scurlock, um afro-americano de 22 anos, foi morto a tiros por um proprietário de bar, Jacob Gardner, durante protestos por George Floyd em 30 de maio de 2020, na área de Old Market, em Omaha, Nebraska.

## Pessoas envolvidas
- Vítima: James Scurlock (c. 1998 - 30 de maio de 2020)[1]
- Atirador: Jacob Gardner, proprietário de um bar[1]
- O pai do atirador: David Gardner[1]

## Incidente
No sábado, 30 de maio de 2020, por volta da meia-noite, James Scurlock estava do lado de fora de um bar na área de Old Market de Omaha, Nebraska, durante os protestos de George Floyd. O dono do bar, Jacob Gardner, e seu pai, David Gardner, também estavam presentes. Durante o protesto, janelas foram quebradas em várias empresas na esquina da 12.ª com a Harney Streets, inclusive no bar do Gardner. Jacob e David foram para fora do bar, e David pressionou dois manifestantes ao pedir que saíssem. Depois de ser empurrado, David foi atingido por um homem com força suficiente para cair de costas a vários metros de distância. Uma briga verbal entre Jacob e um grupo de manifestantes que ele acreditava ter empurrado seu pai se seguiu. Jacob pediu ao grupo que deixasse a área e depois se posicionou no meio deles. Jacob levantou a camisa, deixando claro que ele estava carregando uma arma escondida na cintura. Ele segurava a arma ao seu lado na mão direita e, enquanto recuava em direção ao bar, foi derrubado por dois manifestantes no chão. Jacob deu dois tiros e seus dois atacantes fugiram. Foi então que Scurlock pulou nas costas de Jacob quando ele se levantou e o segurou no chão em um estrangulamento. Jacob deu um terceiro tiro nas costas, atingindo Scurlock em sua clavícula. Scurlock foi levado para o Nebraska Medicine, mas morreu devido aos ferimentos.

## Investigação
No final da noite de sábado até a noite de domingo, Jacob Gardner foi mantido em custódia policial na sede do Departamento de Polícia de Omaha enquanto uma investigação era conduzida. Ele não foi preso. O procurador do Condado de Douglas, Don Kleine, analisou as evidências, incluindo entrevistas e testemunhas. Em uma conferência de imprensa na segunda-feira, 1 de junho, Kleine anunciou que nenhuma acusação seria apresentada contra Gardner no momento. Kleine descreveu o que ocorreu no incidente e mostrou cópias de evidências em vídeo para o público, narrando o que aconteceu. Os promotores declararam que Gardner já possuía uma licença ativa de pistola oculta de Nebraska, mas que havia expirado no momento do tiroteio.
O advogado da família Scurlock e o senador do estado de Nebraska, Justin Wayne, pediram a Kleine que enviasse o caso a um grande júri. Eles acreditam que Gardner deve enfrentar outras acusações, como homicídio culposo, violação oculta de permissão de transporte ou por disparar tiros dentro dos limites da cidade de Omaha.
Em 3 de junho de 2020, Kleine convocou um grande júri com um promotor especial para analisar o caso. Ele se reuniu com o conselheiro de Omaha, Ben Gray, e o comissário do Condado de Douglas, Chris Rodgers, para considerar o envolvimento do Departamento de Justiça dos Estados Unidos.